# Vuforia
Vuforia — это платформа дополненной реальности и инструментарий разработчика программного обеспечения дополненной реальности (Software Development Kit — SDK) для мобильных устройств, разработанные компанией Qualcomm. Vuforia использует технологии компьютерного зрения, а также отслеживания плоских изображений и простых объёмных реальных объектов (к примеру, кубических) в реальном времени. С версии 2.5 Vuforia распознаёт текст, а с 2.6 — имеет возможность распознавать цилиндрические маркеры.
Возможность визуализации изображений позволяет разработчикам располагать и ориентировать виртуальные объекты, такие, как 3D-модели и медиаконтент, в сочетании с реальной сценой при отображении её на дисплеях мобильных устройств. Виртуальный объект позиционируется на реальном образе так, чтобы точка зрения наблюдателя соотносилась с ними одинаковым образом для достижения ощущения, что виртуальный объект является частью реального мира.
Vuforia поддерживает различные типы мишеней, в том числе безмаркерные Image Target, трёхмерные многоцелевые мишени Multi-Target, а также реперные маркеры, выделяющие в сцене объекты для их распознавания. Дополнительные возможности позволяют избежать эффекта маскировки (окклюзии) объектов с использованием так называемых «Виртуальных кнопок» («Virtual Buttons»), обеспечить селекцию объектов и возможность программно создавать и реконфигурировать их в рамках самомодифицирующегося кода.
Vuforia предоставляет интерфейсы программирования приложений на языках C++, Java, Objective-C, и .Net через интеграцию с игровым движком Unity. Таким образом, SDK поддерживает разработку нативных AR-приложений для iOS и Android, в то же время предполагая разработку в Unity, результаты которой могут быть легко перенесены на обе платформы. Приложения дополненной реальности, созданные на платформе Vuforia, совместимы с широким спектром устройств, включая iPhone, iPad, смартфоны и планшеты на Android с версии 2.2 и процессором, начиная с архитектур ARMv6 или 7 с возможностью проведения вычислений с плавающей запятой.